# Persone di nome Václav
| Questa pagina contiene informazioni ricavate automaticamente dalle voci biografiche con l'ausilio del template Bio e di un bot. L'aggiornamento è periodico e automatico e ricostruisce completamente la pagina. Se manca una persona in questa lista, sei pregato di non aggiungerla, ma accertati piuttosto che la sua voce biografica contenga il template Bio e che i dati anagrafici siano correttamente compilati. Se il template Bio manca, inseriscilo tu stesso o, in alternativa, metti l'avviso {{tmp\|Bio}} che ne segnala la mancanza. Se i dati riportati sono sbagliati, correggi direttamente la voce biografica; le modifiche saranno visibili in questa lista entro pochi giorni. Per chiarimenti vedi il progetto antroponimi. La lista contiene solo le 97 persone che sono citate nell'enciclopedia e per le quali è stato implementato correttamente il template Bio. Pagina aggiornata al 16 ott 2024. |

Questa è una lista di persone presenti nell'enciclopedia che hanno il prenome Václav, suddivise per attività principale.

## Allenatori di calcio(4)
- Václav Daněk, allenatore di calcio e ex calciatore cecoslovacco (Ostrava, n. 1960)
- Václav Jílek, allenatore di calcio ceco (Litomyšl, n. 1976)
- Václav Kotal, allenatore di calcio, dirigente sportivo e ex calciatore ceco (Náchod, n. 1952)
- Václav Špindler, allenatore di calcio cecoslovacco

## Allenatori di hockey su ghiaccio(1)
- Václav Sýkora, allenatore di hockey su ghiaccio e ex hockeista su ghiaccio ceco (Kladno, n. 1952)

## Arbitri di calcio(1)
- Václav Krondl, arbitro di calcio ceco (n. 1953)

## Archeologi(1)
- Hermann Škorpil, archeologo, geologo e botanico ceco (Vysoké Mýto, n. 1858 - Varna, † 1923)

## Attivisti(1)
- Václav Benda, attivista e matematico ceco (Praga, n. 1946 - Praga, † 1999)

## Attori(1)
- Václav Neckář, attore e cantante ceco (Praga, n. 1943)

## Botanici(1)
- Václav Melzer, botanico e micologo ceco (Stříbro, n. 1878 - Domažlice, † 1968)

## Calciatori(39)
- Václav Bára, calciatore cecoslovacco (Praga, n. 1908 - † 1990)
- Václav Bouška, calciatore cecoslovacco (n. 1910 - † 1975)
- Václav Brabec, calciatore cecoslovacco (Kladno, n. 1906 - † 1989)
- Václav Čepelák, calciatore ceco (n. 1915 - † 1975)
- Václav Drchal, calciatore ceco (České Budějovice, n. 1999)
- Václav Drobný, calciatore ceco (Mělník, n. 1980 - Špindlerův Mlýn, † 2012)
- Václav Dudl, calciatore ceco (Hořovice, n. 1999)
- Václav Hallinger, calciatore cecoslovacco (Praga, n. 1898 - Praga, † 1936)
- Václav Hladký, calciatore ceco (Brno, n. 1990)
- Václav Horák, calciatore cecoslovacco (Kročehlavy, n. 1912 - † 2000)
- Václav Hovorka, calciatore cecoslovacco (n. 1931 - † 1996)
- Václav Hruška, calciatore cecoslovacco (n. 1909)
- Václav Jemelka, calciatore ceco (Olomouc, n. 1995)
- Václav Ježek, calciatore e allenatore di calcio cecoslovacco (Zvolen, n. 1923 - Praga, † 1995)
- Václav Jurečka, calciatore ceco (Opava, n. 1994)
- Václav Kadlec, calciatore ceco (Praga, n. 1992)
- Václav Kalina, calciatore ceco (n. 1979)
- Václav Kokštejn, calciatore cecoslovacco (n. 1923 - † 1996)
- Václav Koloušek, calciatore ceco (Mladá Boleslav, n. 1976)
- Václav Mašek, ex calciatore cecoslovacco (Praga, n. 1941)
- Václav Migas, calciatore cecoslovacco (n. 1944 - † 2000)
- Václav Morávek, calciatore cecoslovacco (n. 1921 - † 2001)
- Václav Němeček, ex calciatore ceco (Hradec Králové, n. 1967)
- Václav Ondřejka, calciatore ceco (Kroměříž, n. 1988)
- Václav Pilař, calciatore ceco (Chlumec nad Cidlinou, n. 1988)
- Václav Pilát, calciatore cecoslovacco (Praga, n. 1888 - Praga, † 1971)
- Václav Procházka, calciatore ceco (Rokycany, n. 1984)
- Václav Průša, calciatore cecoslovacco (n. 1912 - † 1981)
- Václav Samek, ex calciatore cecoslovacco (Praga, n. 1947)
- Václav Sejk, calciatore ceco (Děčín, n. 2002)
- Václav Sršeň, calciatore cecoslovacco (Buštěhrad, n. 1925 - † 1996)
- Václav Šubrt, calciatore cecoslovacco
- Václav Svatoň, calciatore cecoslovacco (Teplice, n. 1915 - † 1982)
- Václav Svěrkoš, ex calciatore ceco (Třinec, n. 1983)
- Václav Svoboda, calciatore cecoslovacco (Plzeň, n. 1920 - † 1977)
- Václav Titl, calciatore boemo (n. 1889 - Olomouc, † 1923)
- Václav Vaník, calciatore cecoslovacco (Blatná, n. 1905 - † 1964)
- Václav Vašíček, calciatore ceco (Šumperk, n. 1991)
- Václav Černý, calciatore ceco (Příbram, n. 1997)

## Canoisti(2)
- Václav Havel, canoista cecoslovacco (Praga, n. 1920 - Praga, † 1979)
- Václav Mottl, canoista cecoslovacco (Praga, n. 1914 - Praga, † 1982)

## Canottieri(3)
- Václav Chalupa, ex canottiere ceco (Jindřichův Hradec, n. 1967)
- Václav Kozák, canottiere cecoslovacco (Vrbno nad Lesy, n. 1937 - Terezín, † 2004)
- Václav Vochoska, ex canottiere cecoslovacco (České Budějovice, n. 1955)

## Cantanti(1)
- Václav Noid Bárta, cantante ceco (Praga, n. 1980)

## Cestisti(2)
- Václav Hrubý, ex cestista ceco (Domažlice, n. 1966)
- Václav Krása, cestista e allenatore di pallacanestro cecoslovacco (n. 1922 - † 2003)

## Clavicembalisti(1)
- Václav Luks, clavicembalista e direttore d'orchestra ceco (Rakovník, n. 1970)

## Compositori(5)
- Václav Norbert Brixi, compositore e organista ceco (Manětín, n. 1738 - Planá, † 1803)
- Václav Karel Holan Rovenský, compositore e organista ceco (Rovensko pod Troskami, n. 1644 - Rovensko pod Troskami, † 1718)
- Václav Jan Kopřiva, compositore e organista ceco (Brloh, n. 1708 - Cítoliby, † 1789)
- Václav Pichl, compositore e violinista ceco (Bechyně, n. 1741 - Vienna, † 1805)
- Václav Jan Křtitel Tomášek, compositore, insegnante e pedagogo ceco (Skuteč, n. 1774 - Praga, † 1850)

## Direttori d'orchestra(2)
- Václav Neumann, direttore d'orchestra e violista ceco (Praga, n. 1920 - Praga, † 1995)
- Václav Talich, direttore d'orchestra e violinista ceco (Kroměříž, n. 1883 - Beroun, † 1961)

## Direttori della fotografia(1)
- Václav Vích, direttore della fotografia ceco (Karlovy Vary, n. 1898 - Roma, † 1966)

## Filologi(1)
- Václav Hanka, filologo ceco (Hořiněves, n. 1791 - Praga, † 1861)

## Filosofi(1)
- Václav Bělohradský, filosofo ceco (Praga, n. 1944)

## Fondisti(1)
- Václav Korunka, ex fondista ceco (Jilemnice, n. 1965)

## Generali(1)
- Václav Morávek, generale e partigiano cecoslovacco (Kolín, n. 1904 - Praga, † 1942)

## Hockeisti su ghiaccio(2)
- Václav Nedomanský, ex hockeista su ghiaccio ceco (Hodonín, n. 1944)
- Václav Prospal, ex hockeista su ghiaccio ceco (České Budějovice, n. 1975)

## Nobili(1)
- Václav Leopold Chlumčanský, nobile e arcivescovo cattolico ceco (Hoštice, n. 1749 - Praga, † 1830)

## Nuotatori(1)
- Václav Lancinger, nuotatore e pallanuotista cecoslovacco (Praga, n. 1896)

## Oboisti(1)
- Václav Smetáček, oboista e direttore d'orchestra ceco (Brno, n. 1906 - Praga, † 1986)

## Patologi(1)
- Václav Treitz, patologo ceco (Hostomice, n. 1819 - Praga, † 1872)

## Pistard(1)
- Václav Machek, pistard cecoslovacco (Starý Mateřov, n. 1925 - † 2017)

## Pittori(4)
- Václav Brožík, pittore ceco (Třemošná, n. 1851 - Parigi, † 1901)
- Václav Špála, pittore e illustratore ceco (n. 1885 - † 1946)
- Václav Švejcar, pittore ceco (Písek, n. 1962 - Písek, † 2008)
- Václav Zykmund, pittore e fotografo cecoslovacco (Praga, n. 1914 - Brno, † 1984)

## Poeti(1)
- Otokar Březina, poeta ceco (Počátky, n. 1868 - Jaroměřice, † 1929)

## Politici(2)
- Václav Havel, politico, drammaturgo e saggista ceco (Praga, n. 1936 - Hrádeček, † 2011)
- Václav Klaus, politico ceco (Praga, n. 1941)

## Presbiteri(1)
- Václav Prokop Diviš, presbitero, teologo e scienziato ceco (Helvíkovice, n. 1698 - Znojmo, † 1765)

## Scrittori(3)
- Václav Hájek z Libočan, scrittore boemo (Praga, † 1553)
- Václav Kliment Klicpera, scrittore e drammaturgo ceco (Chlumec nad Cidlinou, n. 1792 - Praga, † 1859)
- Václav Tille, scrittore ceco (Tábor, n. 1867 - Praga, † 1937)

## Sollevatori(4)
- Václav Bečvář, sollevatore cecoslovacco (České Budějovice, n. 1908 - † 1978)
- Václav Pšenička, sollevatore cecoslovacco (Praga, n. 1931 - Praga, † 2015)
- Václav Pšenička, sollevatore cecoslovacco (Praga, n. 1906 - Praga, † 1961)
- Václav Syrový, sollevatore cecoslovacco (Praga, n. 1934 - Nový Bor, † 2010)

## Tennisti(2)
- Václav Roubíček, ex tennista ceco (Ostrava, n. 1967)
- Václav Šafránek, tennista ceco (Brno, n. 1994)

## Velocisti(1)
- Václav Nový, velocista boemo

## Vescovi cattolici(1)
- Václav Malý, vescovo cattolico e attivista ceco (Praga, n. 1950)

## Violinisti(1)
- Václav Hudeček, violinista ceco (Rožmitál pod Třemšínem, n. 1952)